# فرديناند برتو

## فرديناند برتو

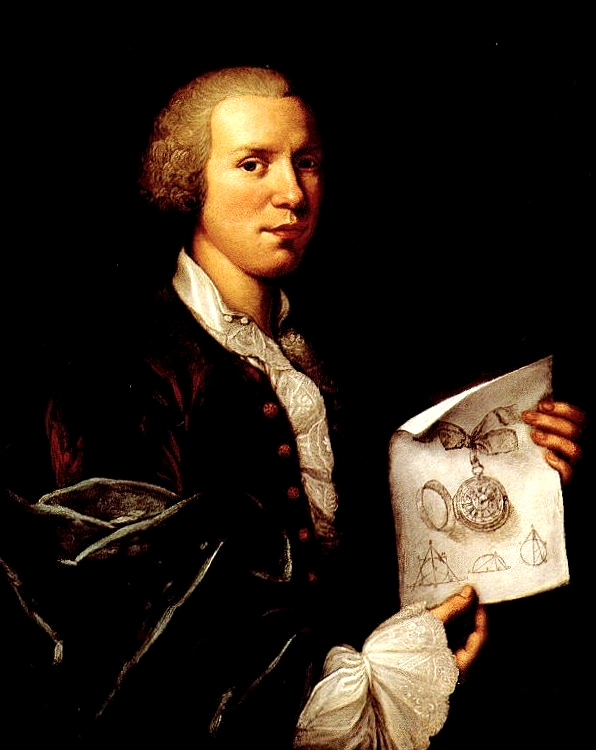
فرديناند برتو

للمقالات حول الأسماء المشابهة، أنظر Berthoud (homonymie
فرديناند برتو، ولد يوم 18 مارس 1727 في بلانسمون سور كوفي (بلدية نيوشاتل) وتوفي في غرولاي (فال دواز) يوم 20 يونيو 1807، صانع ساعات وباحث فرنسي. أتقن فن صناعة الساعات في باريس عام 1753. واحتل منصب صانع وفني ساعات الملك والبحرية، ترك وراءه كمية أعمال هائلة، وتحديدا في مجال كرونوغراف البحرية.

### السيرة الذاتية
يوم 18 مارس 1727، ولد فرديناند برتو في بلانسمون Plancemont، في قلب منطقة فال دي ترافير Val-de-Travers، في محافظة نيوشاتل بسويسرا، في عائلة من النبلاء وصناع ساعات.
والده، جون برتو، معلم نجار ومهندس معماري. من سكان كوفيه Couvet، أحد نبلاء نيوشاتل وقاضي فال دي ترافير من 1717 حتى 1732. ووالدته، جوديث برتو (1682-1765) من مواليد كوفيه.
لفرديناند أربعة اشقاء: ابراهام (1708-؟)؛ جون-هنري (1710-1790)، قاضي فال دي ترافير، كاتب عدل في فيريير Verrières، محامي في كريسيه Cressier وخبير ساعات؛ جون-جاك (1711-1784) رسام؛ بيير (1717-؟) مزارع وصانع وفني ساعات. أصبح نائب كوفيه Couvet، وتزوج من مارجريت بوريل-جاكيه عام 1741 وأنجب منها ولدان، بيير-لويس (1754-باريس-1813) وهنري (؟-باريس -1783)، اتصل عملهما اتصالا وثيقا بعمهما فرديناند برتو.
له أختان: جان-ماري (1711-1804) وسوزان-ماري (1729-؟).
في 1941، وهو في الرابعة عشرة، بدأ فرديناند برتو تعلم فن صناعة الساعات لدى أخيه جون-هنري في كوفيه حيث نال أيضا تعليم علمي. في 13 أبريل 1745 أنهى فرديناند برتو تعليمه وتلقى شهادة إنهاء دورة تعلم صناعة وإصلاح الساعات.
عام 1745 حيث كان عمره ثمانية عشرة سنة، انتقل فرديناند برتو ليعيش في باريس كي يتقن فن صناعة وإصلاح الساعات. مارس خبرته كزميل لدى كبار صناع الساعات في باريس. وتذكر المؤلفات أحيانا أن فرديناند برتو عمل بعض الوقت لدى جوليان لو روا حيث كان يتقدم بسرعة مذهلة. من زملائه في العمل بيير لو روا (1717-1785) ابن معلمه والذي أصبح منافسه فيما بعد.
في 4 ديسمبر 1753، وبناء على قرار من مجلس دولة الملك، وبشكل يتعارض مع قوانين المهنة وبحظوة خاصة من الحاكم، تبوأ فرديناند مرتبة الأستاذية وتلقى رسميا لقب أستاذ صانع ساعات، بينما لم يتعدى السادسة والعشرين من العمر. 
ومنذ 1755، عُهد إلى فرديناند برتو بمهمة كتابة عدة مقالات مرجعية حول الساعات للموسوعة العلمية L’Encyclopédie méthodique التي صدرت من 1751 حتى 1772 تحت إدارة ديدرو (1713/1784)، كاتب وفيلسوف، وآلانبير Alembert (1717-1783)، عالم رياضة وفيلسوف.
نشر فرديناند برتو أول عمل متخصص له عام 1759، تحت عنوان فن استعمال وضبط الساعات لمن لا يملك أية معرفة بالساعات " L’Art de conduire et de régler les pendules et les montres, à l’usage de ceux qui n’ont aucune connaissance d’horlogerie[1]"، تبعه بعد ذلك بالعديد من المؤلفات، سنذكرها في قسم «الأعمال».
عام 1763، عين الملك فرديناند برتو لفحص ساعة البحرية H4 التي صنعها جون هاريسون (1693-1776) في لندن بصحبة السيد شارل-ايتيان كامي (1699-1768) عالم الرياضيات ونائب عضو بأكاديمية العلوم الملكية، عالم الفلك جوزيف-جيروم لوفرانسوا دي لا لاند (1732-1807). إلا أن الرحلة كانت مؤسفة بالنسبة لفرديناند برتو، فالسيد هاريسون لم يطلعه إلا على ساعاته H1، H2، H3 (مقابل مكافأة قدرها 500 جنيه إسترليني) ورفض تماما إطلاعه على الساعة H4 والتي تعتبر أكثر الساعات اكتمالا ونجاحا.
رحلة فرديناند برتو للندن لم تمكنه من التعرف على ساعة هاريسون الشهيرة H4، إلا أنها فتحت له أبواب الأوساط العلمية الإنجليزية، وبالنظر إلى أهمية أعماله ومؤلفاته التي نشرت له في مجال الساعات، نجح في أن يرشح ويفوز في 16 فبراير 1764 بانتخابات «عضو شريك أجنبي» في روايال سوسايتي بلندن.
عام 1764، وبأمر من الملك، كلفت الأكاديمية اثنان من أعضاءها، دوهاميل دي مونصو والقس شابي دوتيروش، بتجربة الساعة البحرية رقم 3 التي صنعها فرديناند برتو في البحر. ويذكر فرديناند أنه حمل شخصيا الساعة إلى بريست Brest وحضر التجربة. تمت التجربة على متن الباخرة L’Hirondelle2].
عام 1765، قام فرديناند برتو برحلة ثانية إلى لندن للقاء هاريسون بوساطة من الكونت دي بروهل (1700-1763) وزير ساكس. إلا أنه وللمرة الثانية رفض هاريسون أن يعرض أعماله على برتو لأنه كان متأكدا أن برتو قادرا على استغلالها لحساب البحرية الفرنسية. صانع الساعات الإنجليزي توماس مودج (1715-1795)، الذي اشتهر لتصميمه لأول نظام ساعات حر بخطاف وبعضويته في مجلس إدارة Longitude، هو الذي منح برتو وصفا لنظام عمل الساعة H4، وذلك بدون أن ينجح برتو في مشاهدتها مادياً (كان هاريسون يطلب مكافأة 4000 جنيه إسترليني كي يمنح وصفا لساعته وهو ما يمثل آنذاك مبلغا باهظا وشرطا مانعاً).
في 7 مايو 1766، وجَه فرديناند برتو مذكرة لدوق دي برالين (1712-1785)، كونت دي شوازيل، وزير البحرية، عارضا فيها مشروع بناء ساعات البحرية رقم 6 ورقم 8. وطالب براتب 3000 جنيه كمقابل لما قام به من عمل في الساعات البحرية السابقة وكتكلفة تقديرية لتنفيذ الساعتين الجديدتين للبحرية حسب التقنية الإنجليزية. عبر فرديناند صراحة في هذه المذكرة عن رغبته في الحصول على هذا المبلغ وأيضا على لقب ساعاتي وفني الملك والبحرية وأن يكرس كل وقته لتحسين ساعات البحرية وتحديد السمت في البحر. وفي 24 يوليو 1766، وافق الملك وصادق على تمويل مشروع بناء الساعتين البحريتين.
كي يتأكد من كمال الساعتين البحرية الجديدتين، سلم دوق دي برالين يوم 3 نوفمبر 1768 الساعتان رقم 6 و8 لفارس دي فلوريو (1738-1810)، المستكشف وأخصائي علم المائيات، تحت راية البواخر الملكية، بصحبة رجل الدين (شانوان) بينغري (1711-1796)، عالم الفلك وجغرافيا البحرية وعضو أكاديمية العلوم الملكية. وكانت مهمتهما تجربة الساعات على متن الباخرة إيزيس أثناء رحلة ذهاب-إياب من روشفور حتى سان دومينغو. استغرقت الرحلة عشرة أشهر واجتازت الساعتان الاختبارات بنجاح. ونشرت نتائج ملاحظات الفارس دي فلوريو عام 1773 تحت عنوان رحلة بأمر الملك من أجل تجربة الساعات البحرية " Voyage fait par ordre du roi, pour éprouver les horloges marines".
عام 1769، أحضر فرديناند برتو ابن أخيه، بيير-لويس برتو (1754-1813)، والذي اشتهر باسم لويس برتو، صانع وفني ساعات شاب موهوب، من كوفيه (سويسرا) لباريس، حتى يواصل ويتمم تعليمه. بعد ذلك قام لويس بمساعدة عمه في تنفيذ وصيانة الساعات البحرية التي كان يوردها للبحرية الفرنسية والإسبانية.
في أول أبريل 1770، وبعد نجاح الساعتان رقم 6 و8 في الاختبارات البحرية، حصل فرديناند برتو على شهادة ساعاتي وفني الملك والبحرية، مع مرتب سنوي 3000 جنيه ومهمة الإشراف على تنفيذ الساعات البحرية. وتلقى طلبية ملكية لصنع عشرين ساعة بحرية.
وأتى النجاح سريعا وسافرت ساعات لويس برتو في رحلات اختبارات ورسم خرائط.
عام 1771، سافر فارس بوردا (1733-1799) تحت إمرة دوق فيردون دي لا كرين Verdun de la Crenne (1741-1805) على متن الفرقاطة لا فلور في رحلة اختبار كرونوغراف البحرية إلى جزر الكاناري والأنتيل. ورافق الكونت دي شاستنيه دي بويسيغور de Chastenet de Puységur (1752-1809) قائد الفرقاطة ليسبيغل L'Espiègle فارس بوردا، قائد الفرقاطة لا بوسول La Boussole، في رحلة لجزر الكاناري وسواحل إفريقيا.
في أول أغسطس 1785، سلم فرديناند برتو خمس ساعات للكونت دي لا بيروز (1748-1788)، قائد الاسطرولاب L’Astrolabe في رحلته حول العالم بهدف إتمام استكشافات الرحالة جيمس كوك (1728-1779) في المحيط الهادئ. إلا أن الساعات فُقدت في البحر أثناء غرق الباخرة الاسطرولاب عام 1788 وهي في عرض جزر سانتا كروز (جزر سالومون).
عام 1791، سلم فرديناند برتو أربع ساعات بحرية لرحلة الفارس جوزيف دي بروني دونتروكاستو Joseph de Bruny d’Entrecasteaux (1737-1793) بناء على طلب الملك لويس السادس عشر على رأس فرقاطتين، لا ريشيرش La Recherche وليسبيرانس L'Espérance، تمهيدا لرحلة لا بيروز.
عام 1975، انتخب فرديناند برتو عضو دائم من الدرجة الأولى في قسم فنون الميكانيكا بالمعهد القومي (معهد فرنسا). منذ الثورة، أقام برتو في اللوفر تحت رعاية الدولة وواصل عمله في الساعات والسهر على العناية بالساعات البحرية. إلا أنه وقبل كل شيء، اهتم بشكل خاص بنشر أهم أعماله: تاريخ قياس الوقت " Histoire de la Mesure du temps" عام 1802.
في 20 يونيو 1807، توفي فرديناند برتو وهو في الثمانين من عمره، بدون أن يكون له أولاد. ودُفن في غرولاي في وادي مونمورانسي (محافظة فال دواز) حيث أقيم ضريحا لذكراه.
إن تاريخ فرديناند برتو المهني لا مثيل له، تماما مثل الحقب التاريخية التي عاشها، من عصر التنوير حتى الإمبراطورية، ثم الثورة. اعترف من عاصروه بعبقريته، مما ساعده على أن يصبح عضوا بالمعهد القومي وأن يتمتع بالمنصب الذي كان يحسد عليه، ساعاتي وفني الملك والبحرية في عهد لويس الخامس عشر ولويس السادس عشر كما في عهد الإمبراطورية.

### أعماله

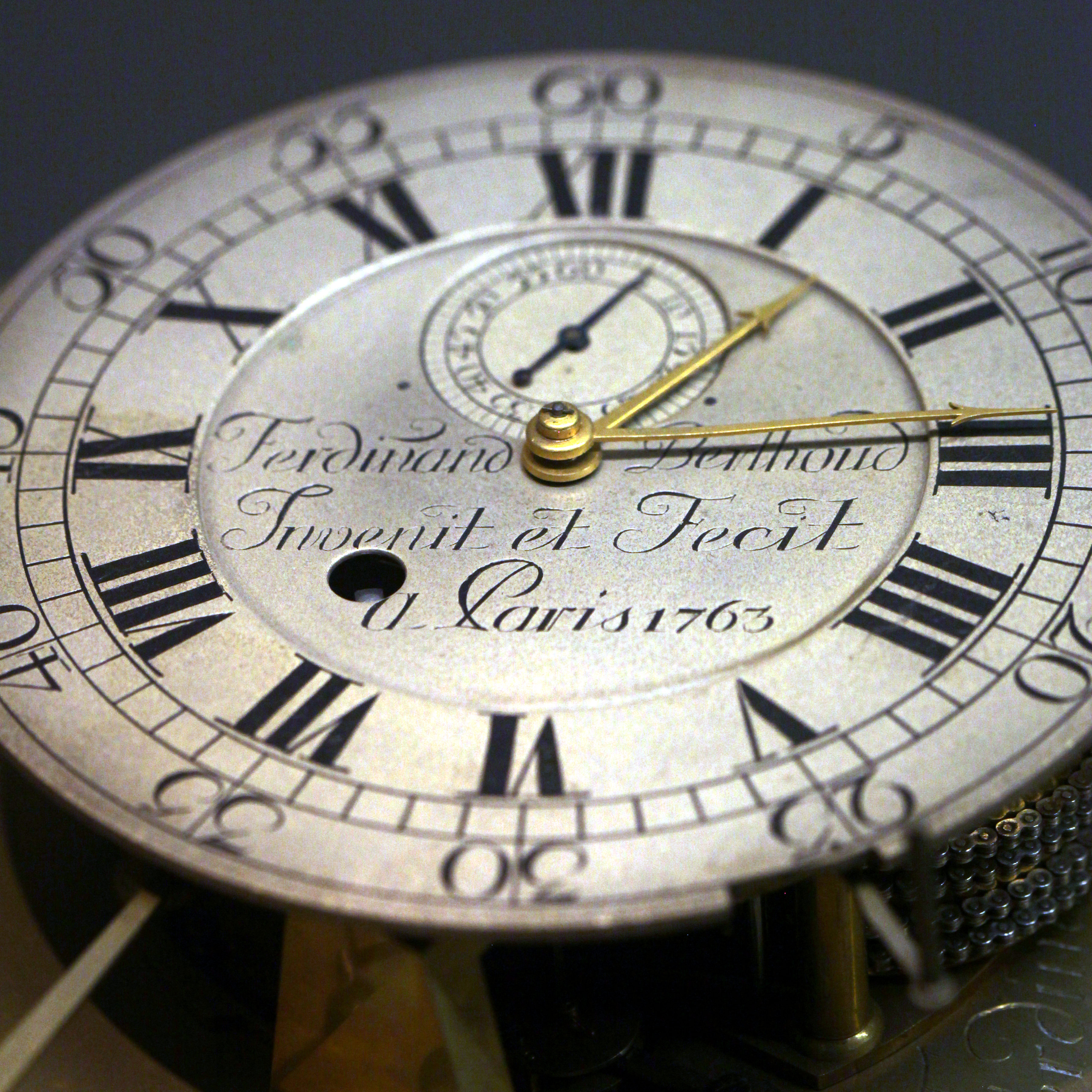
ساعة بحرية رقم 2-نام 1387

في الخامسة والعشرين من عمره، أي عام 1752، وبعد سبع سنوات من وصوله لباريس، اقترح فرديناند برتو على هيئة حكام أكاديمية العلوم الملكية ساعة تعمل بمعادلة، ليثبت مدى تمكنه من فن الساعات4]. كتب الأكاديميان شارل ايتيان كامو (1699-1768) عالم الرياضيات والفلك وبيير بوغيه (1698-1758) عالم الرياضيات والفيزياء والمائيات، تقريرا يمدحان فيه جودة عمله.
سلم فرديناند برتو إلى أكاديمية العلوم الملكية عددا من المظاريف المبرشمة. وفي 20 نوفمبر 1754، أودع مشروع آلة لقياس الوقت في البحر في مظروف مختوم لم يتم ابدا نشر محتواه[5]. كان ذلك أول مشروع له لساعة بحرية. ولم يُفتح المظروف إلا عام 1976 من قبل رئيس الأكاديمية.
يوم 13 ديسمبر 1760، سلم فرديناند برتو إلى أكاديمية العلوم الملكية دراسة لأسس بناء الساعة البحرية " Mémoire sur les principes de construction d’une Horloge de Marine" وهي الساعة البحرية الشهيرة رقم 1، والتي انتهى من تكوينها في بداية 1761. ثم أرفق بالدراسة مذكرة تكميلية في 28 فبراير 1761. تم عرض الساعة في أكاديمية العلوم الملكية عام 1763.
عام 1754، اعتمدت أكاديمية العلوم ساعة ونظام ساعة بمعادلة من صنع فرديناند برتو.
كانت رغبة فرديناند برتو هي أن يكرس كل وقته للأبحاث ونقل معرفته من خلال نشر أعماله. هذا الاتجاه المزدوج سريعا ما فتح له أبواب الأوساط العلمية في عصره. وتم نشر العديد من مقالاته في موسوعة L’Encyclopédie méthodique التي كانت تنشر من 1751 حتى 1772 تحت إدارة ديدرو (1713-1784).
عام 1759، نشر كتابا مبسطا حاز بنجاح كبير تحت عنوان: فن استعمال وضبط الساعات لمن لا يملك أية معرفة بالساعات " L’Art de conduire et de régler les pendules et les montres.  A l’usage de ceux qui n’ont aucune connaissance d’horlogerie6." وعام 1763، نشر كتابه الضخم: الساعات واستعمالها في المجالات المدنية والفلكية والملاحية " L’Essai sur l’horlogerie ; dans lequel on traite de cet Art relativement à l’usage civil, à l’Astronomie et à la Navigation" الذي حاز باستقبال رائع. كان هذا الكتاب مدخلا مبسطا لقى نجاحا كبيرا وتُرجم إلى عدة لغات ثم أعيد نشره عدة مرات خلال القرنين الثامن عشر التاسع عشر.

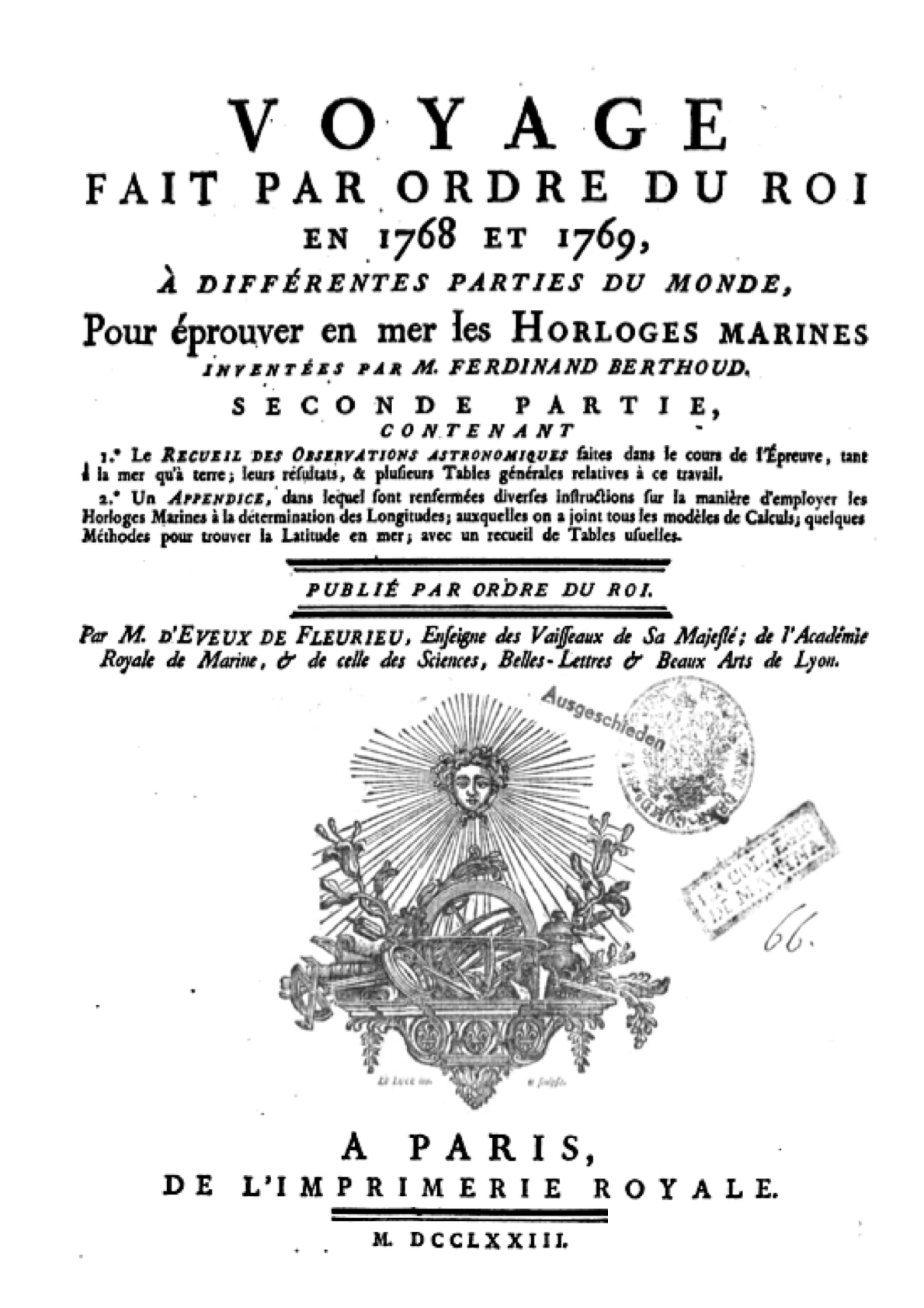
ساعة برثود، رحلة بأمر من لويس الخامس عشر، 1768-1769

وكان عام 1763 بمثابة نقطة تحول هامة في مسار برتو المهني، الذي أصبح منذ ذاك العام مرتبطا بتقدم الملاحة البحرية. وكانت أكاديمية العلوم مرة أخرى الشاهد الحي والداعم له: فتح الساعاتي مظروفين تم إيداعهما عام 1760 و1761. يصف فيهما برتو الساعة البحرية رقم 71. وفي 29 أغسطس من نفس العام، أودع فرديناند برتو مظروفا آخرا حول «بناء ساعة بحرية...».
كانت مشاريعه التي تتم بناء على طلبات محددة بالتفصيل تتواتر طوال نشاطه. وهكذا اقترح بناء ساعتين بحريتين في 7 مايو 1766. تعلق الأمر بالساعتين رقم 6 و8 المحفوظتان في متحف الفنون والحرف. وبعد أن اجتازت الساعتان التجربة بنجاح حصل فرديناند برتو على شهادة ساعاتي وفني الملك والبحرية وأصبحت مهمته الإشراف على بناء الساعات البحرية8" في أول أبريل 1770.
عام 1773، نشر فرديناند برتو كتابا وافيا حول الساعات البحرية يشمل نظرية وبناء وصناعة هذه الآلات وطريقة تجربتها بحيث تحقق هدفها في تصحيح الخرائط البحرية وتحديد المسافات في البحر "Traité des horloges marines contenant la théorie, la construction, la main-d’œuvre de ces machines et la manière de les éprouver, pour parvenir par leur moyen, à la rectification des cartes marines et à la détermination des longitudes en mer". كان هذا العمل الأول من نوعه لأنه استعرض جميع العناصر التي تسمح ببناء الساعة البحرية. وبهذا الكتاب أضفى برتو الشرعية على أعماله وخاصة إزاء منافسيه في مجال البحث في الخطوط الطولية في البحر مثل هاريسون وبيير لو روا (1717-1785).
وبعد عامين، أي في 1775، نشر فرديناند برتو كتابا جديدا بعنوان: خطوط الطول من خلال قياس الوقت أو طريقة تحديد الأطوال في البحر بواسطة الساعات البحرية وتبعه بالجداول اللازمة للربان كي يقلل ملاحظات خطوط الطول والعرض " Les longitudes par la mesure du temps ou méthode pour déterminer les longitudes en mer avec le secours des horloges marines". أعيد نشر الكتاب في 1785.
عام 1787، نشر برتو كتابا حول قياس الوقت بعنوان " De la Mesure du Temps ou supplément au traité des horloges marines et à l’Essai sur l’horlogerie, contenant les principes d’exécution, de construction et d’épreuves des petites horloges à longitudes et l’application des mêmes principes de construction aux montres de poche, ainsi que plusieurs construction d’horloges astronomiques" أو ما يعد ملحقا للكتاب الوافي حول الساعات البحرية ومدخل الساعات، يشمل قواعد التنفيذ وبناء وتجربة الساعات الصغيرة المزودة بنظام قياس الأطوال وتطبيق نفس أسس البناء في ساعات الجيب وعدد من الساعات الفلكية، وترجم المؤلف إلى اللغة الألمانية عام 1798.
في 1792، نشر برتو الوافي في ساعات قياس الأطوال ويشمل بناء ووصف وافي بالتفاصيل لصناعة هذه الآلات، والأبعاد وطرق تجربتها، إلخ. " Traité des montres à Longitudes contenant la construction, la description & tous les détails de main-d’œuvre de ces Machines ; leurs dimensions, la manière de les éprouver, etc." وينصح فيه بالتعويض بواسطة ميزان دقيق الضبط حلزونيا (ص. 172) للحصول على دقة أكبر في تساوي الزمن.
بعد أربعة أعوام، أي في 1796، نشر برتو ملحق لوافي ساعات خطوط الطول ويشمل: 1- بناء الساعات الطولية المحمولة و2- وصف وتجارب الساعات الأفقية الصغيرة التي تتسم ببساطتها وسهولة حملها في خدمة الرحلات الطويلة "Suite du Traité des montres à longitudes, contenant : 1° la construction des montres verticales portatives, 2° la description et les épreuves des petites horloges horizontales plus simples et plus portatives pour servir dans les plus longues traversées".
عام 1802، نشر فرديناند برتو أحد أهم أعماله: تاريخ قياس الوقت بواسطة الساعات " Histoire de la mesure du temps par les horloges" ويثبت فيه معرفته غير العادية بفن ميكانيكا الساعات.
عام 1807، عام وفاته، نشر برتو آخر أعماله بعنوان: مكمل وافي ساعات خطوط الطول وملحق يحتوي نشرة أو بيان أهم الأبحاث والأعمال التي أنجزها فرديناند برتو على أجزاء مختلفة في آلات قياس الزمن منذ 1752 حتى 1807 " Supplément au Traité des montres à Longitudes avec appendice contenant la notice ou indication des principales recherches ou des travaux faits par Ferdinand Berthoud sur divers parties des machines qui mesurent le temps depuis 1752 à 1807". تم إعادة نشر الكتاب في 1816 ثم في 1838.
إذا حاولنا وصف فرديناند برتو، يمكننا القول أنه مجرب عنيد وصانع ماهر وجريء، ومخترع حريص على نشر معرفته. فهو لم يساهم فقط في تقدم وتحسين الساعات ولكنه نشر أيضا استعمال الساعات الدقيقة في علوم عصره وساهم بذلك في تقدمها. فهو الساعاتي الوحيد الذي نشر مجمل نتائج أعماله بشكل دقيق ومفصل. اتسم بروح هندسة-علمية حقيقية وبمثابرة وقوة على العمل استثنائية. تميز فرديناند برتو عن جميع صناع الساعات في زمنه بعدد تجاربه الذي لا يضاهى.
ترك فرديناند برتو وراءه كم أعمال هائل، سواء في مجال كرونوغراف البحرية أو في مجال الساعات الزخرفية والأدوات المتخصصة ووسائل القياس العلمية وكذلك في مجال النشر حيث نشر العشرات من المؤلفات والدراسات المتخصصة، ما يمثل أكثر من 4000 صفحة و120 لوحة محفورة.
الألقاب والامتيازات وشهود العرفان التي أثرت سيرته المهنية، ما بين حقبة ملك لويس الخامس عشر والامبراطورية الأولى، ثم التكريم والثناء والدراسات العديدة التي تستمر حتى يومنا هذا تعكس جميعها أهمية مكانته في مشوار البحث الطويل عن الدقة.
العرض:
تم تنظيم معرض خاص تحت عنوان فرديناند برتو، ساعاتي الملك، في متحف الساعات الدولي في لا شو دو فون (سويسرا) عام 19849 ثم في متحف البحرية القومي من 17 يناير 1985 إلى 17 مارس 1985.
كما تُعرض أعمال عنوان فرديناند أيضا بشكل دائم في العديد من المتاحف في العالم، وخصيصا في فرنسا في كونسرفاتوار الفنون والحرف (CNAM)، وفي متحف الساعات الدولي بسويسرا (MIH) وفي المتحف البريطاني بلندن.

## معرض صور

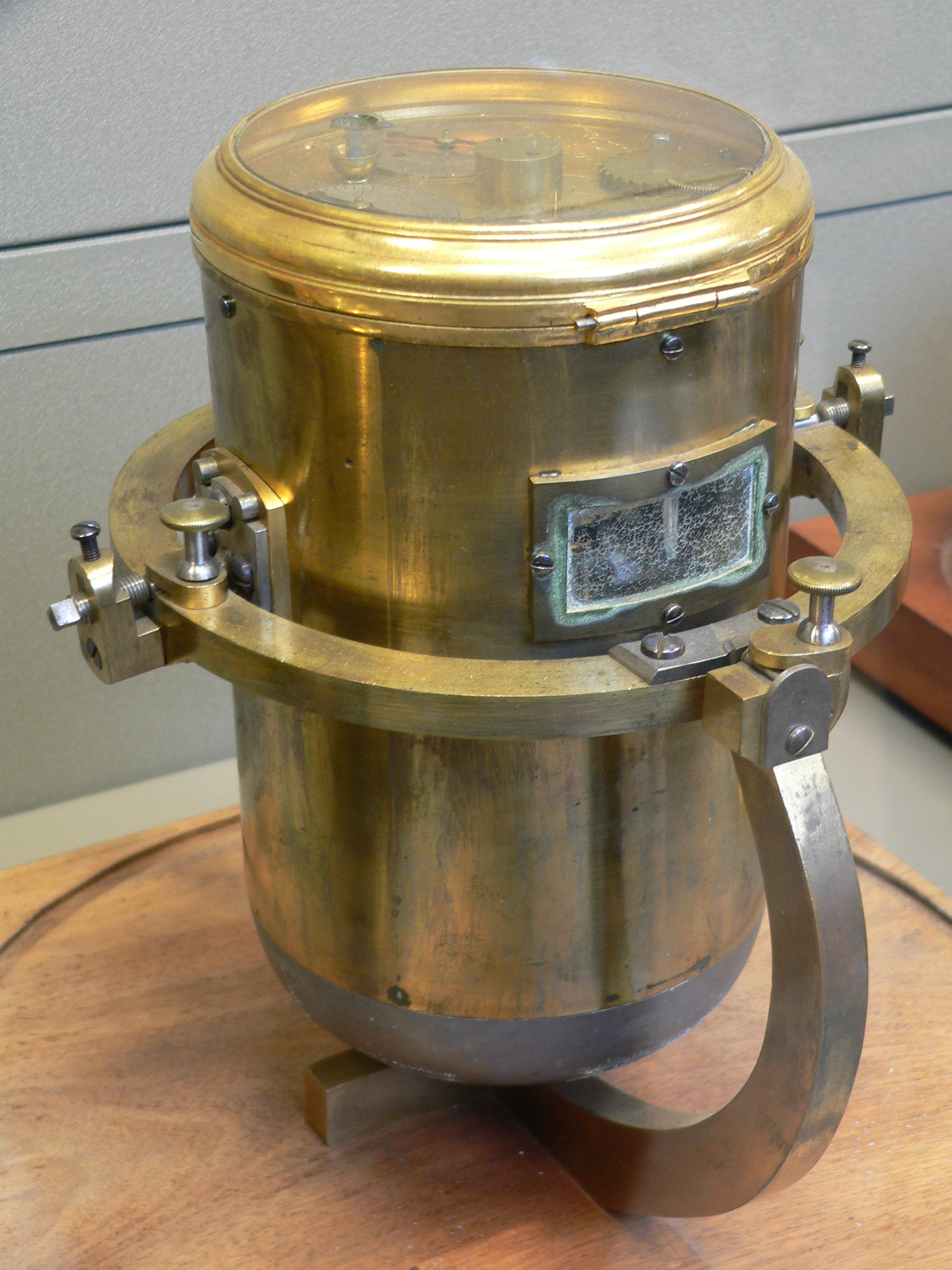
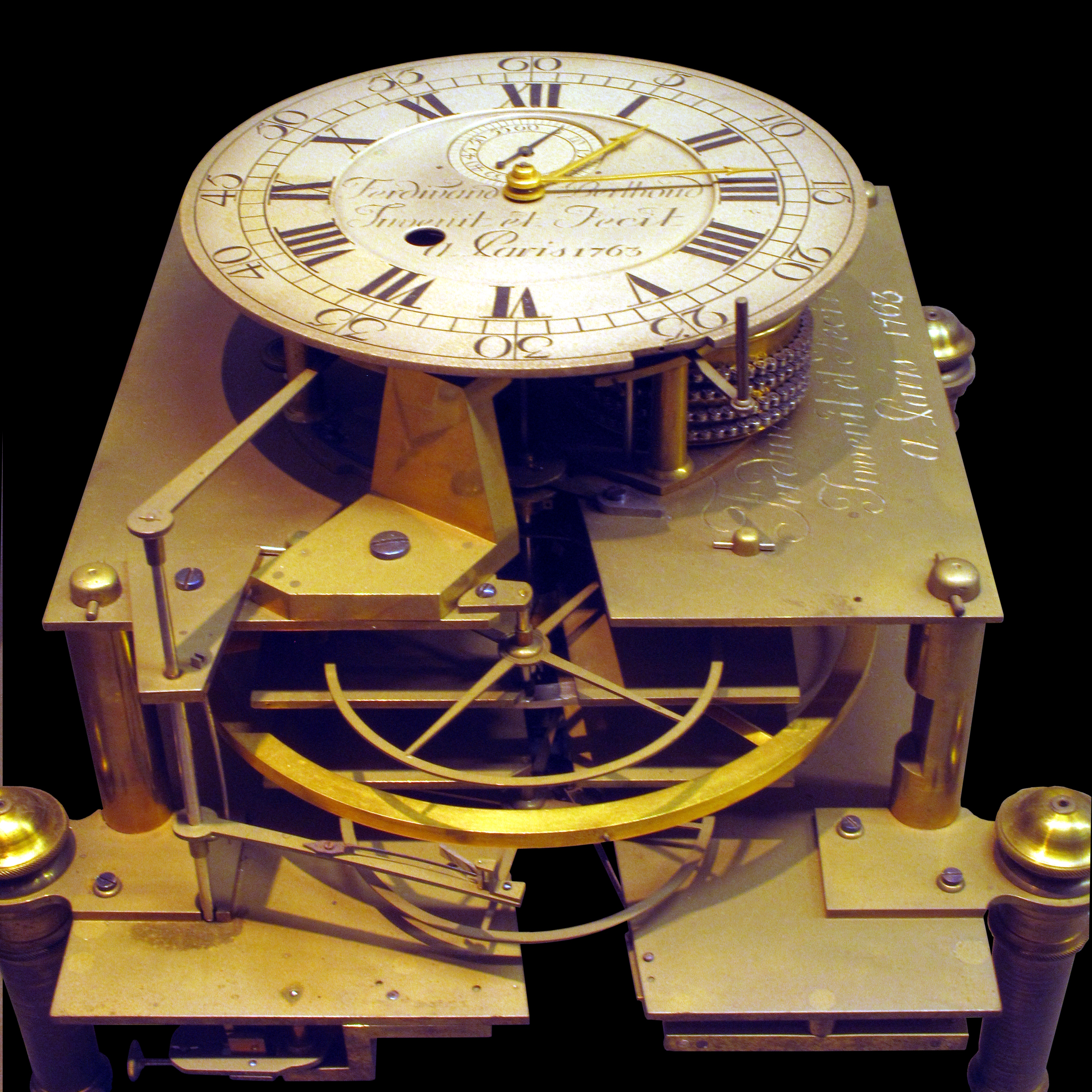
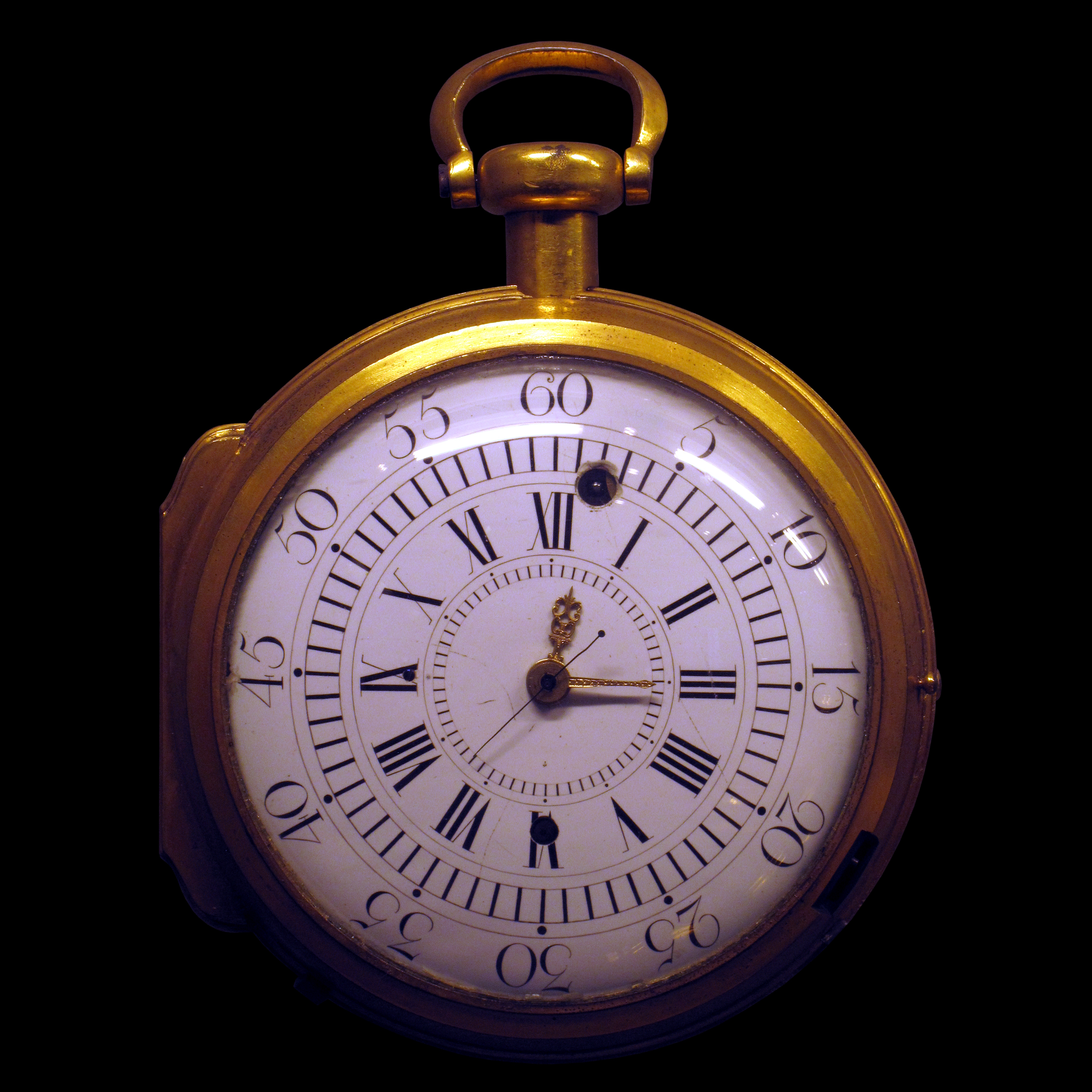
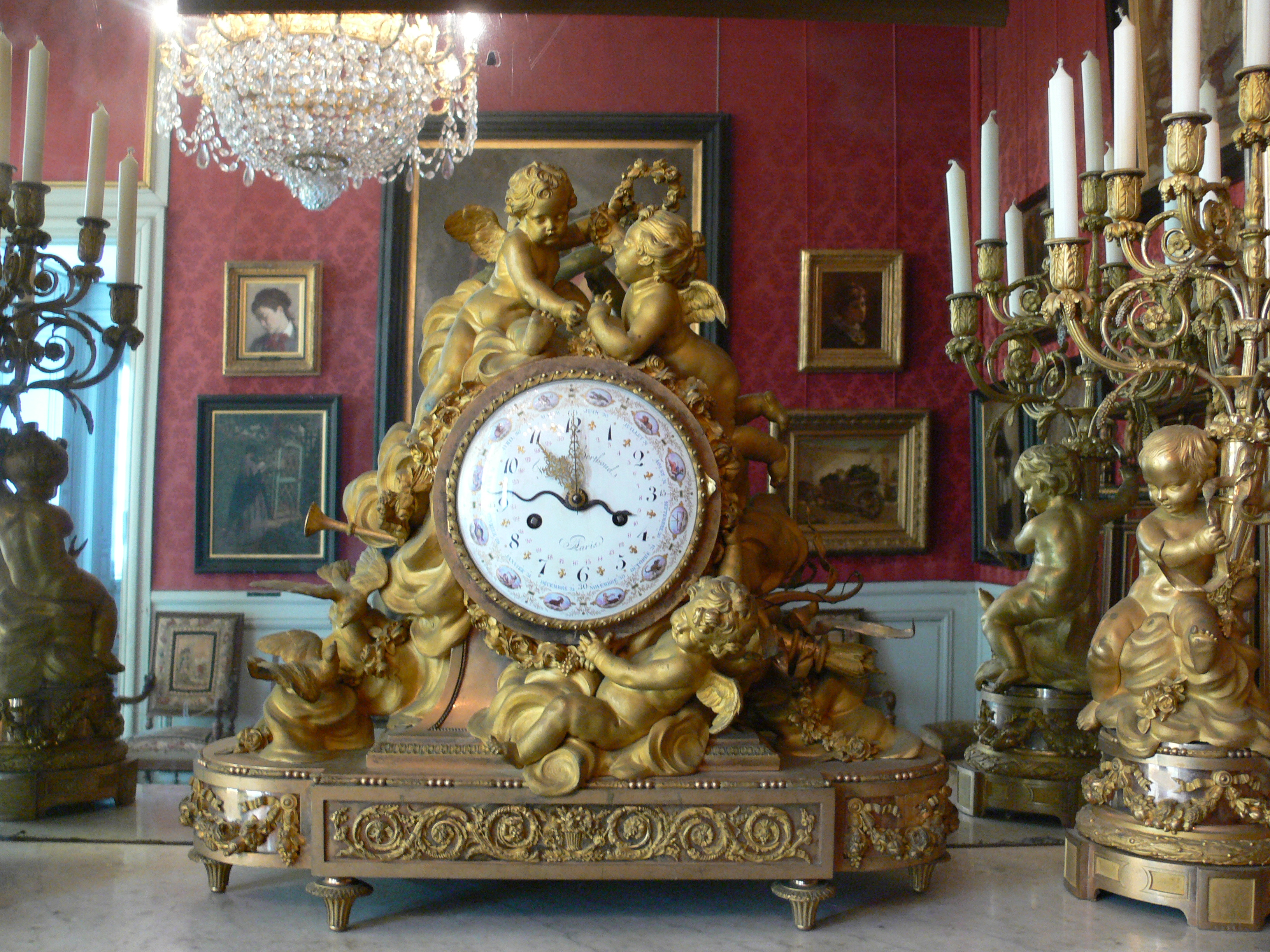